# Сильвани, Альдо
А́льдо Сильва́ни (итал. Aldo Silvani; 21 января 1891, Турин — 12 ноября 1964, Милан) – итальянский актёр театра и кино, актёр озвучивания, режиссёр.

## Биография
Родился 21 января 1891 года в Турине. Дебютировал на театральной сцене в 1910-х годах. В 1929-1935 годах выступал в открытом театре Карро ди Теспи (Carro di Tespi). Играл среди прочих в пьесах Шекспира и Ибсена.
В 1935 году работал на радио Ente Italiano per le Audizioni Radiofoniche (где позже руководил драматической секцией), став одним из первых директоров итальянского радио. Во второй половине 1930-х поставил множество радиоспектаклей комедий.
С 1934 по 1964 год снимался в кино. За тридцатилетнюю карьеру сыграл в 133 кино-, телефильмах и телевизионных сериалах.
Наиболее известен по фильмам "Четыре шага в облаках" (1942), "Капитанская дочка" (1947), "Жить в мире" (1947),  "Посрами дьявола" (1953),  "Дорога" (1954), "Ночи Кабирии" (1957), "Карфаген в огне" (1960), "Содом и Гоморра" (1962), снялся в эпизодической роли в фильме "Бен-Гур" (1959).
Занимался озвучиванием фильмов.
Умер 12 ноября 1964 года в Милане, от рака поджелудочной железы.